# Nedašova Lhota
Nedašova Lhota (en allemand : Nedaschowa Lhotta, de 1939 à 1945 : Nedasch Lhota) est une commune du district et de la région de Zlín, en Tchéquie. Sa population s'élevait à 688 habitants en 2020.

## Géographie
Neubuz se trouve à la frontière avec la Slovaquie, à 6 km à l'est-sud-est de Valašské Klobouky, à 33 km au sud-est de Zlín, à 108 km à l'est-nord-est de Brno et à 284 km au sud-est de Prague.

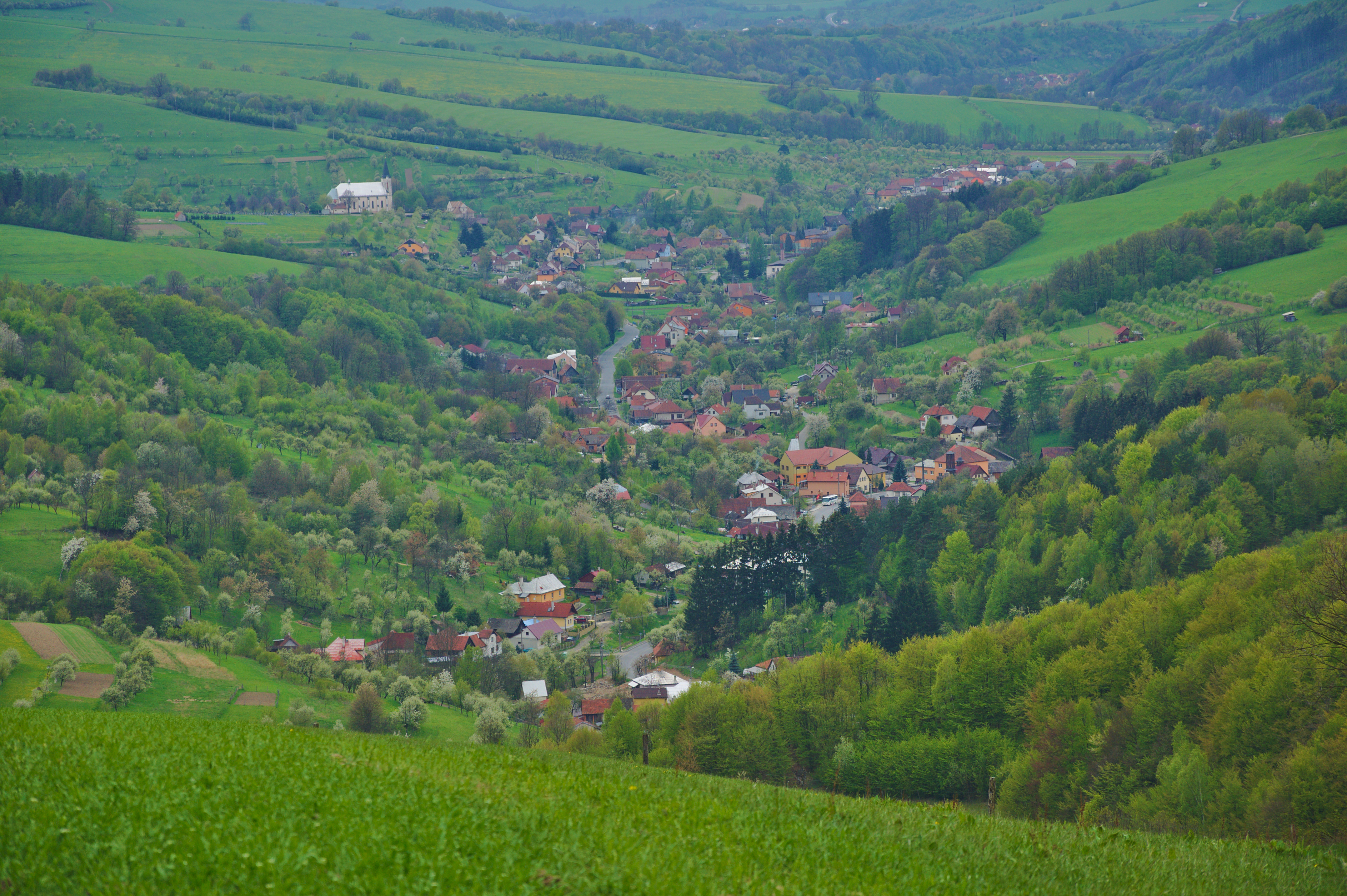
Vue générale du village.

La commune est limitée par Poteč, Valašské Příkazy et Študlov au nord, par la Slovaquie à l'est, par Nedašov au sud et par Návojná à l'ouest.

## Histoire
La première mention écrite du village date de 1503.

## Transports
Par la route, Nedašova Lhota se trouve à 6 km de Brumov-Bylnice, à 48 km de Zlín, à 129 km de Brno et à 335 km de Prague.